# Religion aux États fédérés de Micronésie
La population des États fédérés de Micronésie est majoritairement chrétienne, bien que la représentation des différentes confessions varie considérablement d'un État à l'autre. Le gouvernement respecte généralement la liberté de religion, mais la petite communauté musulmane du pays a été confrontée à une certaine discrimination de la part de la société en général et du gouvernement.

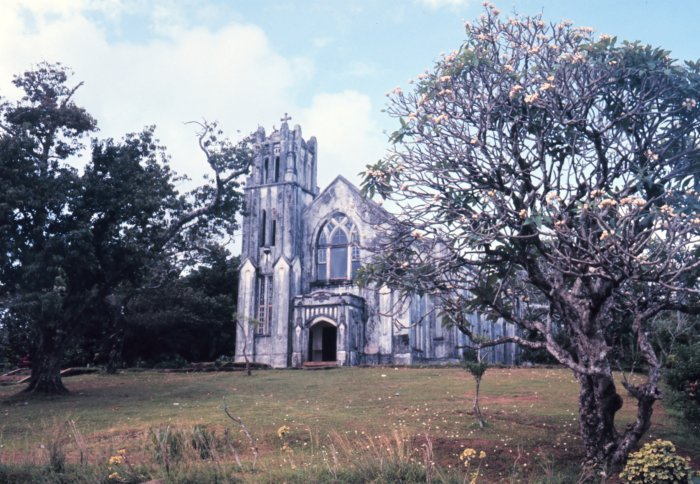
Église protestante de Kolonia, Pohnpei.

## Démographie
L'Église catholique romaine, ainsi que plusieurs dénominations protestantes, sont actives dans chaque État micronésien. La plupart des groupes protestants trouvent leurs racines dans les missionnaires congrégationalistes américains. Sur l'île de Kosrae, la population est à 95 % protestante, également répartie entre catholiques et protestants dans l’État de Pohnpei, à 60 % catholique et 40 % protestante dans les états de Chuuk et Yap. Les groupes religieux peu suivis comprennent les baptistes, les Assemblées de Dieu, l'Armée du salut, les adventistes du septième jour, les témoins de Jéhovah, l'Église de Jésus-Christ des saints des derniers jours et la foi bahá'íe. Il y a également un petit groupe de bouddhistes à Pohnpei, (0,7% en 2010). La fréquentation des offices religieux est généralement élevée ; les églises sont bien soutenues par leurs congrégations et jouent un rôle important dans la société civile. Des musulmans du courant ahmadiste ont été enregistrés à Kosrae en juillet 2015, malgré une forte résistance publique contre l'islam dans le pays.
La plupart des immigrants sont des catholiques philippins qui ont rejoint les églises catholiques locales. Le Philippin Iglesia ni Cristo a également une église à Pohnpei. Dans les années 1890, sur l'île de Pohnpei, les conflits intermissionnaires et la conversion des chefs de clan ont entraîné des divisions religieuses selon des lignes claniques qui persistent aujourd'hui. Les protestants sont majoritaires à l'ouest de l'île, tandis que les catholiques sont majoritaires à l'est. Des missionnaires de nombreuses traditions religieuses sont présents et opèrent librement. La Constitution prévoit la liberté de religion et le gouvernement a généralement respecté ce droit dans la pratique. Le gouvernement américain n'a reçu aucun rapport d'abus sociétaux ou de discrimination fondée sur la croyance ou la pratique religieuse en 2007.

## Liberté de religion
La constitution de la Micronésie dispose que les lois établissant une religion d'État ou entravant la liberté de religion ne peuvent être adoptées.
Il n'y a pas d'exigences d'enregistrement pour les groupes religieux. Il n'y a pas d'enseignement religieux dans les écoles publiques, mais les écoles religieuses privées sont autorisées tant qu'elles enseignent également le programme établi par le ministère de l'Éducation.
Une petite communauté de musulmans Ahmadiyya (~ 20 personnes en 2017) a signalé des cas de discrimination, notamment le déni de services gouvernementaux et le vandalisme contre leurs biens.